# Teck (Naturschutzgebiet)
Das Naturschutzgebiet Teck liegt auf dem Gebiet der Stadt Owen und der Gemeinden Bissingen an der Teck, Dettingen unter Teck und Lenningen im Landkreis Esslingen in Baden-Württemberg. Es wurde vom Regierungspräsidium Stuttgart am 9. November 1999 durch Verordnung ausgewiesen.

## Lage und Beschreibung
Das Gebiet liegt Am Albtrauf zwischen Owen und Bissingen und umfasst den gesamten Teckberg, dessen höchster Punkt auf 774,8 m ü. NHN liegt, und den Hohenbol mit 602,2 m ü. NHN. Es liegt an der Grenze der Naturräume Mittlere Kuppenalb und Mittleres Albvorland. Während die Kuppe und die Oberhänge des Teckberg überwiegend bewaldet sind, sind die Kuppe des Hohenbols sowie die Unterhänge des Teckbergs mit beweideten Magerrasen bedeckt. Am Hangfuß schließen sich ausgedehnte Streuobstwiesen an.

## Schutzzweck
Wesentlicher Schutzzweck des Gebiets ist  „die Erhaltung und Förderung einer landschaftlich herausgehobenen, vielfältigen Kulturlandschaft mit großflächigen Heiden, Feucht- und Trockenwiesen, Streuobstwiesen, Hecken, Waldsäumen, Alleen, Hainen, Solitärbäumen, Felsen, Höhlen, Quellen und seltenen naturnahen Waldgesellschaften;  der ökologisch hochwertigen Lebensräume für eine Vielzahl von Pflanzen- und Tierarten, darunter einer großen Anzahl bedrohter Arten der "Roten Listen" und einer außergewöhnlich hohen Artenzahl verschiedener Orchideen; von naturgeschichtlichen Erscheinungen; des besonders abwechslungsreichen, reizvollen und typischen Landschaftsbildes und eines für die Erholung hochwertigen, aber schutzbedürftigen Raumes, verbunden mit der Regelung von Sport-, Spiel- und Freizeitaktivitäten sowie eines aus landeskundlichen und kulturellen Gründen bedeutenden Gebiets.“